# Viktor But
Viktor Anatol'evič But, traslitterato anche come Bout (in russo Виктор Анатольевич Бут?; Dušanbe, 13 gennaio 1967), è un militare e criminale russo.
Ex tenente colonnello dell'esercito russo in Angola e trafficante d'armi, è conosciuto con il soprannome di mercante della morte, coniato dal ministro degli affari esteri del Regno Unito Peter Hain. Viene chiamato anche "il postino" per la puntualità con cui consegnava sempre le merci ai suoi clienti. 
È stato oggetto di un libro scritto da Douglas Farah e Stephen Braun, The merchant of death.
Il 6 marzo 2008 è stato arrestato a Bangkok, in Thailandia, da agenti della polizia thailandese in collaborazione con la DEA. Dopo anni in cui è stato in carcere per scontare l'ergastolo per traffico d'armi, l'8 dicembre 2022 viene liberato in uno scambio di prigionieri, in cambio della libertà per la cestista statunitense Brittney Griner, arrestata in Russia con l'accusa di possesso di stupefacenti.

## Biografia

### Primi anni
Nasce nel 1967 a Dušanbe, capitale del Tagikistan. La madre era una contabile e il padre un meccanico. Viktor But cresce insieme al fratello Sergej in una famiglia di atei, in un paese a maggioranza musulmana. Da ragazzo copia canzoni pop proibite come lavoretto e impara l'esperanto sperando che gli sia utile in futuro. Si unisce al Komsomol, in quanto era una delle poche possibilità di fare carriera.

### Carriera militare
Si arruola nella Služba vnešnej razvedki e poi studia all'Istituto militare di lingue straniere a Mosca. Diventa poliglotta imparando, oltre all'esperanto, il portoghese, il francese, l'arabo, l'uzbeko e alcune lingue africane. Alla fine degli anni ottanta, viene mandato in Mozambico e in Angola come interprete militare. Qui incontra anche Igor' Sečin che lavorava come traduttore e in futuro lo aiuterà e lo proteggerà. Si dice che in Angola lavorasse per il KGB, ma nel 2003 But smentirà questo fatto in un'intervista al New York Times. Viene congedato nel 1991, con la dissoluzione dell'Unione Sovietica, con il grado di tenente colonnello.

## Operazioni

### Anni Novanta
Tornato a Mosca, incontra la moglie di un diplomatico russo, Alla. I due si innamorano, Alla divorzia e sposa But. Il paese intanto è disgregato e in tumulto e l'ambito militare ne risente particolarmente. Sono rimasti centinaia di aerei militari inutilizzati e But riesce a comprarne diversi a un prezzo irrisorio, anche grazie all'aiuto dei suoi contatti nell'ambito militare. Riesce però a trovare anche interi arsenali di armi completamente abbandonati. Tra le armi ci sono pistole, proiettili, bombe a mano e razzi, ma anche armi più sofisticate come fucili di precisione e missili guidati, che può vendere per qualsiasi conflitto.
But inizia a costituire e a registrare una propria flotta di aeroplani, che conta più di 40 velivoli. Riceve aiuto da Mosca, ma registra soprattutto in paesi stranieri dove le norme sono meno stringenti, come in Nuova Guinea e nell'Africa centrale. But diventa un grande trafficante perché riesce a vendere merce difficile da acquisire, come elicotteri d'assalto, S-300, mine terrestri, fucili di precisione e visori notturni.
Durante la dissoluzione dell'Unione sovietica circa 500 ordigni, per la maggior parte bombe tattiche e qualche bomba strategica, sono scomparse dalle zone dove erano stoccate nei paesi cuscinetto, soprattutto in Ucraina e Bielorussia, Viktor But è collegato direttamente alla sparizione di una cinquantina di ordigni nella sola Ucraina.
Nel 1993 But sposta la sua flotta a Sharjah negli Emirati Arabi, assieme al fratello. Lì i due incontrano Richard Ammar Chichakli che poi diventerà il loro contabile, ma all'epoca non presta attenzione a ciò che gli aerei di But trasportano. Si preoccupa solo che non partano vuoti e che gli acquirenti paghino in tempo. Ufficialmente gli aerei di But trasportano merci come aspirapolvere, pollame surgelato e fiori.
Gli aerei percorrono rotte misteriose, ma spesso i carichi vengono spediti in Bulgaria e da lì ripartono per l'Africa. Le armi sono molto richieste in Nigeria ed Angola, sia dai gruppi di liberazione che dalle forze statali, ma soprattutto per gli scontri per il controllo delle risorse minerarie. But fornisce armi anche al dittatore della Liberia Charles Taylor, compra una casa vicino alla sua residenza. Il dittatore lo ripaga in diamanti, che prende in modo illecito dalla Sierra Leone. I piloti che portano i carichi in Angola e Liberia coprono con vernice spray ogni segno riconoscibile sui velivoli, per non essere identificati, dato che But stava violando l'embargo entrando nei paesi. Il trafficante si inserisce anche nelle guerre in Sudan, Libia e in Congo, fornendo armi alle diverse fazioni.

### Anni Duemila
Il 2001 segna un punto di svolta nella carriera di Viktor But. Molti dei suoi aerei vengono rintracciati e le rotte percorse vengono costantemente monitorate. Ci sono soprattutto due persone decise a rintracciarlo: Johan Peleman e Lee Wolosky.
Johan Peleman è un esperto di letteratura medievale e lavora per un'organizzazione umanitaria che opera in Africa. Egli scopre che dietro le armi fornite per le guerre in corso ci sono sempre gli aerei di But. Si procura informazioni e fornisce un rapporto dettagliato alle Nazioni Unite, che inizialmente non riesce ad identificare il trafficante come fornitore d'armi. Nel 1999 Peleman viene assunto come ricercatore dall'ONU e per la prima volta il nome di Viktor But viene collegato con il commercio illegale di armi.
Lee Wolosky è un avvocato statunitense che ha lavorato per il Consiglio di Sicurezza Nazionale della Casa Bianca. Nel 2000 si interessa al caso But e, mentre fa ricerche per Bill Clinton, scopre che il trafficante fornisce armi ai Talebani in Afghanistan. Wolosky cerca di ottenere un mandato d'arresto internazionale, ma non viene completamente appoggiato dal governo degli Stati Uniti. Solo nel 2002 giunge dal Belgio una segnalazione dell'interpol per riciclaggio di denaro sporco.
Dopo l'attacco terroristico alle Torri Gemelle nel 2001, Wolosky critica l'amministrazione di Washington per non avere agito contro But e il governo di Mosca per averlo protetto. Il governo degli Stati Uniti invece inizia a collaborare con il trafficante per finanziare la guerra in Iraq, sotto la presidenza di George Bush. Gli aerei di But atterrano a Baghdad più di mille volte tra il 2003 e il 2004, e trasportano armi di qualsiasi tipo. Nel 2009, in un'intervista, But negherà di aver fornito armi ai talebani o di avere contatti con Al Qaida. Nel 2005 però Viktor But viene inserito nella lista nera del governo statunitense, che inizia a trattarlo come un nemico. Da quel momento But viene avvistato solo a Mosca, in ristoranti ed hotel di lusso. Vive nella sua villa sfarzosa con la moglie e la figlia. Egli possiede comunque più di cinque passaporti, sebbene sia in una lista nera di viaggi delle Nazioni Unite. Il partito di Vladimir Žirinovskij offre al trafficante un posto che gli garantisce l'ingresso nel parlamento russo. But rifiuta, dicendo "Cosa farei là? Posso risolvere tutti i miei problemi da solo".
Nel novembre del 2007 la DEA, (Drug Enforcement Administration), tende una trappola al trafficante tramite un conoscente, Andrew Smulian. But però è sospettoso e all'ultimo minuto non si presenta all'appuntamento.

### Arresto
Il 5 marzo 2008, Viktor But vola a Bangkok per una "vacanza", convinto di non correre pericoli in Thailandia. Il giorno seguente si incontra nella sala conferenze dell'hotel per negoziare con i rappresentanti del FARC Forze Armate Rivoluzionarie della Colombia - Esercito del Popolo, che avevano richiesto armi per 5 milioni di dollari, tra cui elicotteri, lanciamissili e AK-47. I rappresentanti però sono agenti degli Stati Uniti sotto copertura e, una volta terminate le finte negoziazioni, But viene arrestato dalla polizia thailandese. Non oppone resistenza.

### Detenzione
Inizialmente viene messo in un carcere noto per i criminali più pericolosi. Egli si trova in cella insieme a stupratori, assassini e molestatori, che lo provocano, ma rimane in disparte. Viene trasferito in una cella singola, che misura 2×2 metri, infestata da scarafaggi e senza ricambio d'aria. Durante la detenzione But approfitta dei 40 minuti giornalieri di esercizi in cortile, perde i chili in eccesso e impara nuove lingue dagli altri prigionieri. Inizia a leggere molto e si appassiona ai libri di Paulo Coelho. La moglie si trasferisce a Bangkok per andarlo a trovare più spesso. But rimane in custodia cautelare fino al 2010.

### Estradizione
Dopo mesi di pressioni dagli Stati Uniti e dalla Russia, il 16 novembre 2010 il governo thailandese approva l'estradizione di But negli Stati Uniti. Scortato da 50 agenti, viene portato all'aeroporto senza che i diplomatici russi a Bangkok vengano informati dell'operazione. Il governo russo dichiara che la sua estradizione sia un'ingiustizia e che farà di tutto per aiutare But come cittadino russo. La Corte Suprema americana accusa il trafficante d'armi di terrorismo e di aver fornito armi ai ribelli colombiani. Alcuni avvocati e commentatori ritengono, però, che una ragione ulteriore, per cui gli USA vogliono But, è perché egli conosce bene le operazioni militari e di intelligence russe.

### Processo
La pubblica accusa del tribunale di New York chiede l'ergastolo per Viktor But ad inizio aprile, mentre i suoi avvocati chiedono il ritiro delle accuse per la mancanza di prove. Il 6 aprile 2012, alla corte suprema di New York, il giudice Shira Scheindlin condanna Viktor But a 25 anni di carcere e al pagamento di 15 milioni di dollari. I 25 anni sono per un capo d'imputazione, e 15 anni per ciascuno degli altri tre, ma il giudice decide di accorpare le pene, così gli viene irrogato il minimo della pena. La condanna riguarda il finanziamento del FARC, che cospirava per uccidere cittadini statunitensi. Nei documenti dell'accusa si legge testualmente "sebbene But voglia farsi passare per un semplice imprenditore è in realtà un uomo d'affari tra i più pericolosi, capace di trasformare i propri clienti da ideologi intolleranti a criminali letali."

### Proteste
Viktor But si è sempre dichiarato innocente di fronte alle accuse, dicendo di essere un semplice imprenditore e che le sue attività di trasporto internazionale sono del tutto legali. A fine processo But dichiara al giudice che "Dio sa la verità" e che "Non ho mai voluto uccidere nessuno". Dopo la sentenza del 6 aprile 2012 il Ministro degli Esteri russo, con un comunicato stampa, annuncia che la condanna del tribunale statunitense è "infondata e di parte" e che cercherà di far tornare in patria il cittadino russo. Gli avvocati di But sono intenzionati ad andare in appello per portarlo in Russia e chiedere un nuovo processo.
Secondo Mosca questo processo porta punti di scontro nell'ambito dei rapporti diplomatici tra Russia e Stati Uniti. A fine luglio 2012, la Russia chiede ufficialmente l'estradizione dagli Stati Uniti di But, affinché egli sconti la pena nella madre patria, ma l'estradizione non viene approvata.

## Il documentario
Un documentario su But, The Notorious Mr. Bout, prodotto dalla Market Road Films e diretto da Tony Gerber e Maxim Pozdorovkin, viene presentato al Sundance Film Festival del 2014.

## Scambio di prigionieri
L'8 dicembre 2022, sullo sfondo del conflitto russo-ucraino, viene annunciato che ad Abu Dhabi è stato consegnato alla Russia, in seguito ad uno scambio di prigionieri tra lui e Brittney Griner, la cestista statunitense detenuta da mesi in Russia.

## Cinema
Il film Lord of war è parzialmente basato sulla figura di Viktor But.

## Letteratura
È citato come Vladimir Bout nel romanzo Il vendicatore di Frederick Forsyth.